# Хайнрих фон Лютвиц
Хайнрих фрайхер фон Лютвиц (на немски: Heinrich Freiherr von Lüttwitz) е германски офицер, служил по време на Първата и Втората световни войни.

## Биография
Хайнрих фон Лютвиц е роден на 6 декември 1896 г.

### Първа световна война
През 1914 г. постъпва като доброволец в армията като офицерски кадет от пехотата и участва в Първата световна война.

### Междувоенен период
След войната се присъединява към службата на Райхсвера и служи в корпусни подразделения. Участва в олимпийските игри през 1936 г. като част от германския конен отбор. Не успява да спечели златен медал и това повлиява на военната му кариера.

### Втора световна война
Участва едва в последните дни на кампанията в Полша и е тежко ранен от снайперист. Забранено му е участието в битката за Франция (1940). Взема участие в операция „Барбароса“. Между 1940 и 1941 г. командва 1-ви батальон от 11-и стрелкови полк. През 1941 г. е издигнат в чин полковник и поема командването на 59-и танково-гренадирски полк. През 1942 г. поема ръководството на 20-а стрелкова бригада и на 1 декември същата година е издигнат в чин генерал-майор. До 1944 г. командва 20-а танкова дивизия. На 1 юни 1943 г. е издигнат в чин генерал-лейтенант, а на 1 ноември 1944 г. в генерал от танковите войски.
Нормандия (1944)
Поема ръководството на 2-ра танкова дивизия, която води по време на битката за Нормандия. Между 5 септември 1944 и 6 април 1945 г. командва 57-и танков корпус. Като командир на корпус представянето му не е добро. Това си проличава най-вече по време на обсадата на Бастон, през декември 1944 г., част от Арденската офанзива. Не успява да превземе американските позиции дори след като получава подкрепления, а съюзническата авиация е прикована към земята от лошото време. Командващият на 5-а танкова армия, генерал Хасо-Екард фон Мантойфел, дори обмисля да го освободи от поста му.
Пленяване и смърт
Лютвиц се предава с 57-и танков корпус на съюзниците при колапса на Рурския чувал Умира на 9 октомври 1969 г.

## Военни отличия
| - Германски орден „Железен кръст“ (1914) – II (?) и I степен (?) - Сребърни пластинки към ордена Железен кръст (1939) – II (?) и I степен (?) - Германска „Значка за раняване“ (1918) – черна (?) - Германска „Танкова значка“ (?) – бронзова (?) - Орден „Германски кръст“ (19 декември 1941) | - Рицарски кръст с дъбови листа и мечове - Носител на Рицарски кръст (27 май 1942) - Носител на Дъбови листа № 571 (3 септември 1944) - Носител на Мечове № 157 (9 май 1945) |